# 14U
14U (кор. 원포유) — південнокорейський хлопчачий гурт, сформований BG Entertainment в Інчхоні, Південна Корея. Гурт дебютував 22 липня 2017 із синглом «VVV» і розпався 10 травня 2019 року.

## Учасники
- Е.Сол (이솔) — лідер
- Луха (루하)
- Гохьон (고현)
- BS / БіЕс (비에스)
- Луді (로우디)
- Инчже (은재)
- Вуджу (우주)
- Дохьок (도혁)
- Хьонвун (현웅)
- Йонун / Хіро / Герой (영웅)
- Ріо (리오)
- Седжін (세진)
- Кьонте (경태)
- Ґан (건)
- Доюль (도율)

## Дискографія

### Сингли
| Назва                        | Деталі | Пікові позиції у чартах | Продажі                  |
| Назва                        | Деталі | KOR                     | Продажі                  |
| ---------------------------- | --- | ----------------------- | ------------------------ |
| VVV                          | - Реліз: 18 липня 2017 - Лейбл: BG Entertainment, Danal Entertainment - Формат: CD, цифрове завантаження                 | —                       |                          |
| Don't Be Pretty (예뻐지지마) | - Реліз: 1 лютого 2018 - Лейбл: BG Entertainment, Ogam Entertainment, Windmill Media - Формат: CD, цифрове завантаження  | 41                      | - Південна Корея: 878    |
| 나침반 (N.E.W.S)             | - Реліз: 26 жовтня 2018 - Лейбл: BG Entertainment, Ogam Entertainment, Windmill Media - Формат: CD, цифрове завантаження | 3                       | - Південна Корея: 26,884 |